# 陈雪梅 (经济学家)
陈雪梅（1964年—），女，湖南人，中国经济学家。暨南大学经济学院教授。

## 生平
1964年11月生。1982年湖南韶山大坪中学毕业。1986年湘潭大学经济系政治经济学专业毕业。1994年武汉大学经济系发展经济学专业博士毕业。1989年开始在暨南大学经济学院经济学系工作。1996年12月任副教授，2002年10月升任教授。
《论传统农业转变过程中的专业化问题》获中国世界贸易组织研究院举办的“2002年研究学术年会”优秀论文三等奖。

## 著作
- 《中小企业集群的理论与实践》，经济科学出版社，2003年